# Bibliothèque nationale d'Alep

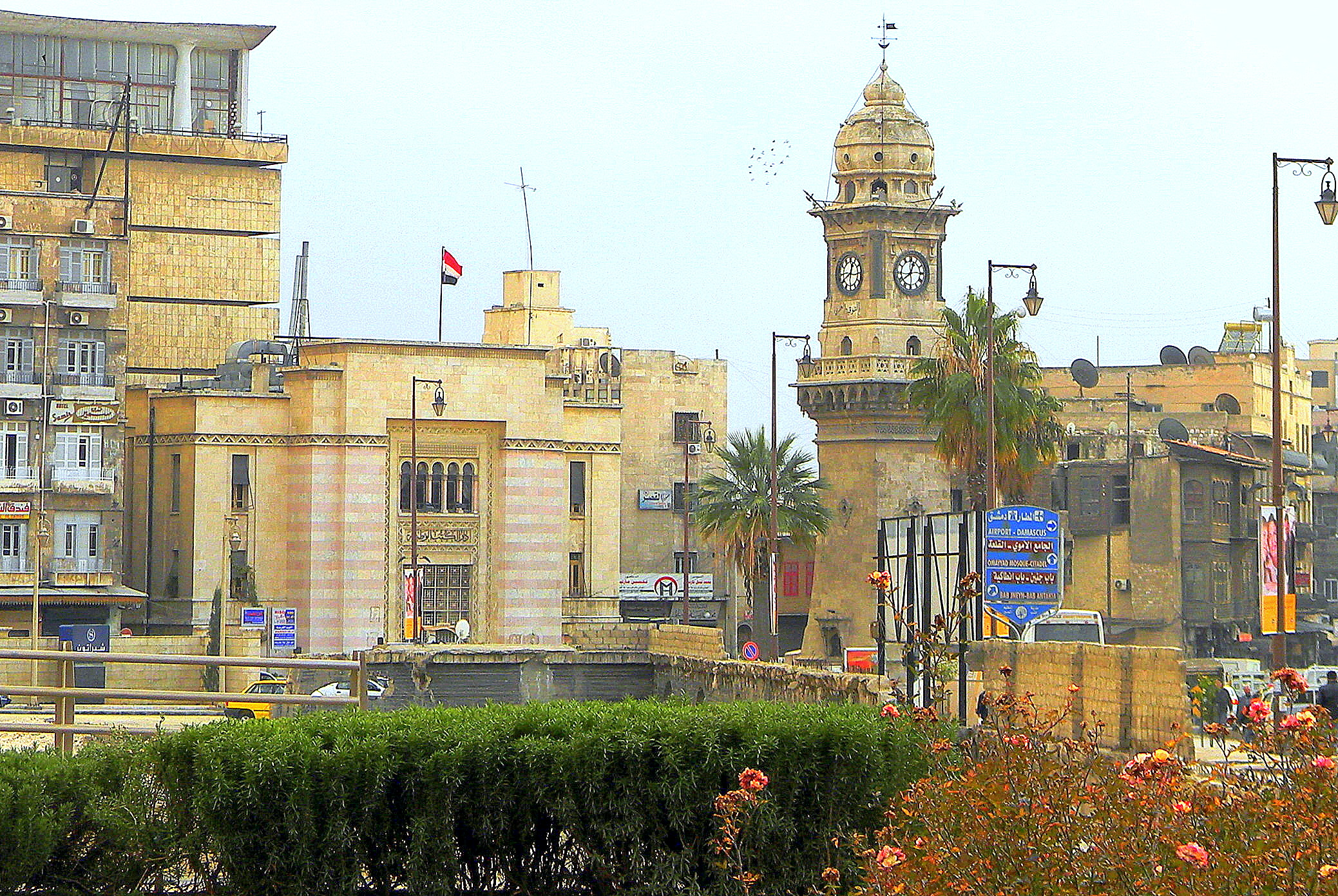
Façade de la Bibliothèque nationale d'Alep (à gauche) à côté de la tour horloge de Bab al-Faradj (à droite).

La bibliothèque nationale d'Alep (en arabe : دار الكتب الوطنية) est une bibliothèque nationale qui se trouve à Alep, deuxième ville de Syrie, au nord du pays.

## Histoire
La bibliothèque a été fondée en 1924 à l'époque de l'État d'Alep, en tant que branche alépine de l'académie des sciences arabe de Damas. Son premier directeur est Kamel al-Ghazzi. L'édifice devenu trop petit, elle déménage dans un nouveau bâtiment construit en 1937-1939 juste à côté de la tour horloge de Bab al-Faradj, sur la place du même nom. L'inauguration est reportée à cause du déclenchement de la Seconde Guerre mondiale, la Syrie étant toujours sous mandat français, et ensuite sous l'administration de Vichy. La guerre terminée, elle est finalement inaugurée le 4 décembre 1945 par le gouverneur Moustapha al-Chihabi et possède alors une collection de six mille livres.
La bibliothèque est administrée par la municipalité jusqu'en 1954, date à laquelle elle passe directement sous l'autorité du Ministère de la culture syrien.
La bibliothèque possède plus de cent mille livres. Elle dispose aussi d'un petit théâtre de trois cents places.